# Babúrino (Kirjatx)
|  | Per a altres significats, vegeu «Babúrino». |

Babúrino (en rus: Бабурино) és un poble de l'óblast de Vladímir, a Rússia, segons el cens del 2010 tenia 23 habitants. Pertany al districte de Kirjatx.